# 17 Dywizja Strzelców
17 Dywizja Strzelców (17 DS) – związek taktyczny piechoty Armii Czerwonej okresu wojny domowej w Rosji i wojny polsko-bolszewickiej.

## Formowanie i walki
Sformowana jesienią 1918 z oddziałów 1 litewskiej Dywizja Piechoty i 2 Smoleńskiej DP.
Początkowo dywizja wchodziła w skład Armii Zachodniej Frontu Zachodniego, następnie w składzie 16 Armii Nikołaja Sołłohuba. Dowódcą dywizji był między innymi Siergiej Kamieniew.
W kwietniu 1919 liczyła 3 brygady, 7000 bagnetów, 150 szabel i 12 dział. Pod koniec sierpnia 1919 liczyła już zaledwie 4839 bagnetów, 334 szable, 66 km i 30 dział.
16 marca 1920 wzięła udział w silnym koncentrycznym uderzeniu bolszewickim na pozycje Grupy Mozyrskiej gen. Władysława Sikorskiego.
5 kwietnia 1920 dowództwo bolszewickie powierzyło dywizji główną rolę w zajęciu miejscowości: Chutor, Szupejki i Jelany na Podolu, w przecięciu linii kolejowej Kalenkowicze–Szaciłki i w przygotowaniu punktów wyjściowych do uderzenia od północy na Kalenkowicze.
14 maja 1920 wojska Frontu Zachodniego Michaiła Tuchaczewskiego przeszły do ofensywy. Wykonująca uderzenie pomocnicze 16 Armia przystąpiła do forsowania Berezyny poniżej Borysowa. Nocą z 18 na 19 maja 17 Dywizja Strzelców z rejonu Bóbr - Klewa sforsowała Berezynę, a jej 49 i 50 Brygada Strzelców rozpoczęła natarcie na Smolewicze.
24 maja 50 Brygada Strzelców, wzmocniona przez pododdziały 62 Brygady Strzelców ze składu 21 Dywizji Strzelców bez powodzenia atakowała Czerniewicze i Osowę. 
1 sierpnia 1920 dywizja liczyła w stanie bojowym 9194 żołnierzy z tego piechoty 6534, a kawalerii 406. Na uzbrojeniu posiadała 143 ciężkie karabiny maszynowe i 70 dział. 
3 sierpnia 1920 pułki 17 DS wróciły na zachodni brzeg Bugu pod Niemirowem.

## Struktura organizacyjna
Skład w sierpniu 1920:
- 49 Brygada Strzelców
  - 145 pułk strzelców
  - 146 pułk strzelców
  - 147 pułk strzelców
- 50 Brygada Strzelców
  - 148 pułk strzelców
  - 149 pułk strzelców
  - 150 pułk strzelców
- 51 Brygada Strzelców
  - 151 pułk strzelców
  - 152 pułk strzelców
  - 153 pułk strzelców

## Dowódcy dywizji
- komdyw. Niewieżin – był w sierpniu 1920